# IBM漢字システム
IBM漢字情報処理システム（アイビーエムかんじじょうほうしょりシステム）はIBMメインフレームで日本語を処理するためのシステム。初版は1971年に発表され、その後中型機IBM System/34や、IBM 5550、DOS/Vなどに拡張された。IBM漢字コードはIBMのメインフレームで使われる漢字コードで、後にIBM 5550、DOS/Vでも使用された。

## 概要
IBM漢字情報処理システムは、複数回に分割して順次整備された。1970年の大阪万博で技術の一端が公開され、1971年に初めて正式発表された  。
- IBM 5924 漢字穿孔機 (IBM 029の大改造)
- IBM 2245 漢字印刷機
- IBM System/360-System/370 OS/VS & DOS/VSE プログラミング・サポート

漢字穿孔機は、左手で15シフトを操作し、右手で各シフトに対する240文字から選択して2950種の文字をIBMカードに穿孔する。従来のIBMメインフレームは英数字と半角カタカナのみで処理されており、本システムが一万字余の日本語を処理する基礎となる。以後システムの開発が継続され、1979年9月に日本語処理の一般化が整う。
ハードウェア
- オフライン入出力
  - IBM 5924 T01 漢字穿孔機(IBM 029 穿孔機の12シフトキー漢字キーボード付き）
- オンライン端末
  - IBM 3270 サブシステム
    - IBM 3274 model 52C 制御装置（漢字処理機能付き）
    - IBM 3278 model 52 表示装置（12シフトキー漢字キーボード付き）
    - IBM 3273 model 52 インクジェット・プリンター
- システム・プリンター
  - IBM 3800-2 印刷サブシステム

漢字サポート・ソフトウェア
- オペレーティングシステム
  - OS/VS
  - DOS/VSE
  - IBM 8100 DPPX
- プログラミング言語
  - COBOL
  - PL/I
- DBCSサポート
  - IMS
  - CICS
- ユーティリティソフトウェア

これらはすべて標準製品で、IBM 029のみが特殊製品（RPQ）であった。
全体の計画・設計、日本語の文字コード配分、文字のデザイン、メッセージの翻訳などは主に日本IBMの藤沢研究所が開発し、米国のIBMエンディコット研究所（IBM 029）、ポケプシー研究所（OS/VS）、キングストン研究所（IBM 3270、DPPX）、サンタテレザ研究所（IMS）、英国のハーズレイ研究所（CICS）、ドイツのボェブリンゲン研究所（DOS/VSE）なども協力した。
のちも開発は継続され、以下が販売された。
- IBM 5250表示装置によるIBM System/34 漢字システム（1979年10月）
- IBM 3273-053 漢字印刷機（1981年）
- IBM 3200 漢字印刷機（1982年）
- IBM 3270エミュレーション・IBM 5250エミュレーション
  - マルチステーション5550（1984年）
  - DOS/V（1991年）

## 競合
当時の日本のメインフレーム各社は日本語処理の開発で互いに競っていたが、日本語コードの標準を作成する作業では協力していた。
- 富士通のJEF（Japanese processing Extended Feature）
- NECのJIPS（Japanese Information Processing System）
- 日立のKEIS（Kanji processing Extended Information System）

## 影響
のちに韓国語、中国語・繁体字（台湾）、中国語・簡体字（中国）で、同様な言語処理システムが開発された。

## IBM漢字コード
IBM漢字コードはIBM漢字システムが使用している文字コードであり、IBM日本語文字セットと呼ばれることもある。JISC（日本工業標準調査会）がJIS C 6226:1978を策定する前に作られており、この漢字表の1972年4月作成の版がJIS C 6226:1978の制定に当たって参考にされたとする「調査対象漢字表一覧」に含まれている。そのため、JIS C 6226-1978と含まれる文字の種類が共通する部分が多いとはいえ異なる部分が存在しており、共通して含まれる文字についてもその並べ方は当時のメインフレームで通常使用されていたEBCDICをベースにしたものであるため全く異なっており、例えば非漢字部分の英小文字、英大文字、数字、カタカナ、ひらがなの大小関係は以下のようにそれぞれのコードで全く異なっている（比較のためUnicodeでの同様の大小関係も示す）。
- IBM漢字コード 英小文字＜英大文字＜数字＜カタカナ＜ひらがな
- JISコード 数字＜英大文字＜英小文字＜ひらがな＜カタカナ
- Unicode ひらがな＜カタカナ＜数字＜英小文字＜英大文字

そのため本コードではJISの「区点」によって漢字の位置を指し示すことができず、JISコードとシフトJISコード間のコード変換のような「計算による変換」ができないため、本コードとJISコードやシフトJISコード間でのコード変換をするためには変換表（またはそれに相当する機能）が必要になる。
当初制定された後、JIS C 6226:1978の制定および同規格の改正などに伴って何度か改訂版が作られた。本コードに含まれていなかったが後に制定されたJIS X 0208に含まれている漢字については、改訂版で拾い上げて後から追加登録されている。JIS X 0208の改定に伴って追加された文字も同様に追加されている。逆に本コードに含まれているがJIS X 0208に含まれていないものは、ベンダ選定拡張漢字の一つとしてマイクロソフト標準キャラクタセットにおいてIBM拡張文字として取り込まれ、外字領域を使用する形でIBM製のパソコンで使用することができ、後にWindowsを使用するパソコンで広く使用できるようになった。これらの文字の中には、後からJIS X 0212、JIS X 0213、Unicodeで制定された文字もある。なお、これらの文字のいくつかは、公的規格に含まれている文字だけを入れる方針で作成されつつあったISO/IEC 10646へISO/IEC JTC1/SC2の会議にカナダの代表として出ていたIBMの社員が追加を提案することによって同規格に入ったため、「カナダ文字」または「カナダ漢字」と呼ばれることがある。
| 文字 | IBM漢字 コード | JIS コード | シフトJIS コード | 拡張X0208 区-点 | X0213 面-区-点 | Unicode | 区分         |
| ---- | -------------- | ---------- | ---------------- | --------------- | -------------- | ------- | ------------ |
| 空白 | 64             | 2121       | 8140             | 01-01           | 1-01-01        | U+3000  | 空白         |
| =    | 638            | 2161       | 8181             | 01-65           | 1-01-65        | U+FF1D  | 特殊記号     |
| a    | 641            | 2361       | 8281             | 03-65           | 1-03-65        | U+FF41  | 英小文字     |
| A    | 705            | 2341       | 8260             | 03-33           | 1-03-33        | U+FF21  | 英大文字     |
| 0    | 752            | 2330       | 824F             | 03-16           | 1-03-16        | U+FF10  | 数字         |
| ア   | 897            | 2522       | 8341             | 05-02           | 1-05-02        | U+30A2  | カタカナ     |
| あ   | 1153           | 2422       | 82A0             | 04-02           | 1-04-02        | U+3042  | ひらがな     |
| 漢   | 3928           | 3441       | 8ABF             | 20-33           | 1-20-33        | U+6F22  | 第一水準漢字 |
| 弌   | 5697           | 5021       | 989F             | 48-01           | 1-48-01        | U+5F0C  | 第二水準漢字 |
| 匤   | 5995           | 936B       | FA8B             | 115-75          | 2-03-46        | U+5324  | IBM拡張漢字  |
| 鸙   | 10238          | 972B       | FC4A             | 119-11          | 2-94-47        | U+9E19  | IBM拡張漢字  |